# Joseph Saidu Momoh
Joseph Saidu Momoh, OOR, OBE (26 tháng 1 năm 1937 - 3 tháng 8 năm 2003) là thiếu tướng quân đội và chính trị gia Sierra Leone, từng đảm nhiệm ghế Tổng thống thứ hai trong lịch sử quốc gia này từ tháng 11 năm 1985 đến 29 tháng 4 năm 1992.
Momoh là người Limba và hoạt động dân sự một thời gian ngắn trước khi tòng quân năm 1956. Sau khi Siaka Stevens lên nắm quyền, Momoh được giữ chức chỉ huy năm 1971, thăng thiếu tướng năm 1983 và trở thành tổng thư ký Đảng Đại hội toàn dân là đảng hợp pháp duy nhất tại Sierra Leone năm 1985.
Cuối năm 1985, Stevens nghỉ hưu, Momoh là ứng viên duy nhất và đắc cử tổng thống. Ông thừa hưởng nền kinh tế đang sa sút và đã có những cải thiện đáng kể trong việc chống tham nhũng. Về đối ngoại, Momoh đặt quan hệ tích cực với Hoa Kỳ và Anh. Năm 1991, nhóm phiến quân Mặt trận Liên minh Cách mạng (RUF) kích động nội chiến để lật đổ Momoh. Cuối năm 1991, ông đưa ra hiến pháp mới cho phép đa đảng. Năm 1992, Valentine Strasser lãnh đạo đảo chính lật đổ ông. Momoh chạy sang lưu vong tại Guinée và qua đời vào năm 2003, một năm sau khi kết thúc nội chiến.

## Đầu đời
Joseph Saidu Momoh sinh ngày 26 tháng 1 năm 1937 trong một gia đình người Limba theo Cơ Đốc giáo tại Binkolo, Quận Bombali, Tỉnh Bắc của Sierra Leone thuộc Anh. Đầu thập niên 1940, gia đình chuyển đến Freetown, rồi sống ở Wilberforce.
Năm 1951-1955, Momoh theo học Đại học Giám lý Tây Phi. Là người khỏe mạnh, ông rất thích chơi thể thao như quần vợt, bóng rổ và bóng chuyền. Ông từng thi đấu bóng đá cho Young Stars FC tại Makeni và Blackpool FC.
Ông cũng hoàn thành chương trình tại Trường Thư ký Chính phủ, Viện Kỹ thuật.

## Sự nghiệp

### Hoạt động dân sự
Năm 1956, Momoh làm thư ký cấp ba trong cơ quan dân sự Sierra Leone cho đến năm 1958 thì nghỉ để nhập ngũ.

### Binh nghiệp
Năm 1958, Momoh khởi đầu binh nghiệp là binh nhì Lực lượng Biên phòng Hoàng gia Tây Phi (RWAFF). Ông được đào luyện tại Trường Đào tạo Sĩ quan Chính quy ở Ghana và Học viện Huấn luyện Quân sự Nigeria. Sau đó, Momoh đến Anh học tại Trường Bộ binh ở Hythe và Trường Sĩ quan Mons ở Aldershot.
Năm 1963, Momoh được thăng thiếu úy Quân lực Hoàng gia Sierra Leone, rồi lên thiếu tá chỉ huy Trại Moa, Kailahun.
Năm 1969, Momoh thăng trung tá, chỉ huy Tiểu đoàn 1. Năm 1970, ông mang quân hàm Đại tá.
Năm 1971, sau khi Chuẩn tướng John Amadu Bangura đảo chính bất thành, tổng thống Siaka Stevens bổ nhiệm Momoh làm tư lệnh phó rồi chính thức làm tư lệnh vào tháng 11.
Năm 1974, Momoh là Quốc vụ khanh nội các. Năm 1983, ông được thăng thiếu tướng.

### Tổng thống Sierra Leone
Năm 1985, Momoh là tổng thư ký lãnh đạo Đảng Đại hội toàn dân (APC). Ông là ứng viên duy nhất trong trưng cầu dân ý bầu tổng thống ngày 8 tháng 10 và đắc cử tổng thống. Ông là tổng thống thứ hai của Sierra Leone từ 28 tháng 11 năm 1985 đến 29 tháng 4 năm 1992.
Thừa hưởng hệ thống tham nhũng tràn lan, Momoh đã có những bước tiến lớn để khắc phục loại bỏ. Các nhà quan sát quốc tế đánh giá nỗ lực của ông coi như thành công. Điều này giúp ông hình thành quan hệ tốt đẹp với Thủ tướng Anh Margaret Thatcher và Tổng thống Mỹ Ronald Reagan, góp phần đưa Sierra Leone thoát khỏi tình trạng bất ổn đã diễn ra phần lớn thập niên 1970 và 1980. Cả hai nhà lãnh đạo đều tăng cường viện trợ và hợp tác với chính quyền Momoh suốt năm 1987 và đầu năm 1988.

### Vụ xét xử phản quốc năm 1987
Ngày 23 tháng 3 năm 1987, sau khi đột kích một căn hộ ở Freetown và phát hiện kho vũ khí có cả súng phóng tên lửa, cảnh sát báo cáo về một nhóm đang âm mưu ám sát Momoh và tiến hành đảo chính.
Tổng thanh tra Cảnh sát Sierra Leone James Bambay Kamara lập tức lệnh bắt giữ Phó Tổng thống thứ nhất Francis Minah, G.M.T. Kaikai, Jamil Sahid Mohamed và 15 đối tượng khác.
Minah là bạn thân của Momoh nhưng tổng thống không muốn phản đối Karama nên không can thiệp vào vụ này.
Tháng 10 năm 1987, sau phiên tòa xử tội phản quốc kéo dài 5 tháng, bồi thẩm đoàn đưa ra phán quyết có tội. Cựu Phó Tổng thống thứ nhất và 17 người khác bị kết tội phản quốc chịu án tử hình. Jamil Sahid Mohamed trốn sang Liban lưu vong. Chính Momoh ký lệnh hành quyết. Một nhóm quan sát viên quốc tế từ Na Uy, Thụy Điển, Thụy Sĩ, Algérie và Hàn Quốc đều đồng tình với bản án cho rằng không có động cơ chính trị bên trong.

### Chiến tranh vùng Vịnh năm 1991
Dưới sự lãnh đạo của Momoh, Sierra Leone gia nhập liên minh các nước phản đối Saddam Hussein chiếm Kuwait.

### Tập đoàn SCIPA
Năm 1989, Nir Guaz của Tập đoàn khoáng sản SCIPA, Israel đến Sierra Leone. Momoh ưu ái cho SCIPA khi họ đưa ra các khoản vay và tạo điều kiện cho Sierra Leone tham gia đàm phán với Quỹ Tiền tệ Quốc tế. Đêm Giáng sinh năm 1989, Momoh cho bắt giữ Guaz, buộc tội phá hoại kinh tế và trục xuất khỏi Sierra Leone.{
Tháng 9 năm 1991, Nội chiến Sierra Leone bùng nổ, Momoh đưa ra hiến pháp mới hủy bỏ chế độ độc đảng từ năm 1978 để thiết lập nền dân chủ đa đảng, đồng thời đóng vai trò lớn xóa bỏ chủ nghĩa bộ tộc cục bộ.Thủ tướng Anh John Major và Tổng thống Mỹ George HW Bush lên tiếng chúc mừng và tuyên bố đây là "những bước quan trọng hướng tới dân chủ hóa" và "các bước tiến thiết yếu". Momoh cho biết John Major là "người bạn thực sự của Sierra Leone" còn gọi George HW Bush là một "nhà lãnh đạo vĩ đại của thế giới".

## Đảo chính quân sự
Ngày 29 tháng 4 năm 1992, binh lính dưới quyền Đại úy Valentine Strasser thông báo đảo chính quân sự trên đài phát thanh. Momoh trốn sang Guinée xin tị nạn chính trị.

## Lưu vong và qua đời
Tổng thống Guinée Lansana Conté cho Momoh tị nạn chính trị. Ông sống trong một biệt thự tại Nongo Tadi, Conakry đến khi qua đời ngày 2 tháng 8 năm 2003, thọ 66 tuổi.

## Huân chương
Năm 1971, Momoh nhận Huân chương Đế quốc Anh. Năm 1974, tổng thống Siaka Stevens trao tặng Huân chương Rokel cho Momoh.
- Sierra Leone: Huân chương Roke (1974)[1]
- Anh: Huân chương Đế quốc Anh (1971)[1]